# Пальчатокоренник теневой
Пальчатокоре́нник тенево́й, или Ятры́шник тенево́й (лат. Dactylorhiza umbrosa) — многолетнее травянистое растение; вид рода Пальчатокоренник (Dactylorhiza) семейства Орхидные (Orchidaceae).
Русские названия: Пальцекорник санасунитский, Пальчатокоренник Кочи, Пальчатокоренник санасунитский, Пальчатокорник санасунитский, Ятрышник санасунитский, Ятрышник солончаковый.
Китайское название: 阴生掌裂兰 yin sheng zhang lie lan.

## Распространение
Заболоченные луга, берега рек, влажные луга в долинах горных склонов. Встречается на высотах 600—4000 метров над уровнем моря.
Россия (Республика Алтай, Тува, Бурятия, Читинская область), Китай (северный Синьцзян), Афганистан, Казахстан, Пакистан, Туркменистан, Узбекистан, Джунгария, Индия (Гиндукуш).
Нахождения в Сибири редки и относятся к её крайнему югу. Пальчатокоренник теневой, по-видимому, — наиболее высокогорный из всех российских видов этого рода, поднимающийся на Памире до 3600—3900 метров над уровнем моря. На равнине он встречается только в Верхне-Тобольском районе. Обычно занимает высотный интервал в пределах от 900 до 1500 м.

## Ботаническое описание
Растения высотой 15—45 см высотой. Клубни 3—6-раздельные. Стебель прямостоячий, толстый, полый.
Листья в количестве 4—8, зелёные, не пятнистые, от ланцетных до линейно-ланцетных, 7—13 × 1—5 см, заострённые.
Соцветие 3-18 см, густое, многоцветковое. Прицветники зелёные, иногда с красным или пурпурным оттенком, узколанцетные, заострённые, 2,5—4 см длиной. Цветки фиолетово- или розово-пурпурные. Лепестки 7—9 × 1,5—2 мм, туповатые. Губа (7)8—10 × (7)8—11 мм, округло-ромбическая, при основании беловатая, неясно трёхлопастная, с выдающимся тупым кончиком. Шпора 12-15(18) мм длиной, 1,5-2,25 мм в диаметре у основания, цилиндрическая, слегка согнутая.
Цветение в мае-июне.

## Использование
Используется для заготовки салепа. Отвар клубней Dactylorhiza umbrosa в народной медицине Памира используется при судорогах, параличах, гастрите, почечных камнях; считается кровоостанавливающим средством.

## Синонимы
По данным The Plant List:
- Dactylorchis sanasunitensis Soó
- Dactylorchis umbrosa (Kar. & Kir.) Wendelbo
- Dactylorhiza chuhensis Renz & Taubenheim
- Dactylorhiza incarnata subsp. turcestanica (Klinge) H.Sund.
- Dactylorhiza knorringiana (Kraenzl.) Ikonn.
- Dactylorhiza kotschyi (Rchb.f.) P.F.Hunt & Summerh.
- Dactylorhiza merovensis (Grossh.) Aver.
- Dactylorhiza persica (Schltr.) Soó
- Dactylorhiza renzii Aver. [Illegitimate]
- Dactylorhiza sanasunitensis (H.Fleischm.) Soó
- Dactylorhiza umbrosa var. afghanica (Soó) Soó
- Dactylorhiza umbrosa var. chuhensis (Renz & Taubenheim) Kreutz
- Dactylorhiza umbrosa subsp. knorringiana (Kraenzl.) Soó
- Dactylorhiza umbrosa var. knorringiana (Kraenzl.) Soó
- Dactylorhiza umbrosa var. longibracteata Renz
- Dactylorhiza umbrosa var. ochroleuca (Bornm.) Renz
- Dactylorhiza umbrosa subsp. persica (Schltr.) Kreutz
- Dactylorhiza vanensis E.Nelson
- Orchis hatagirea var. afghanica Soó
- Orchis incarnata var. knorringiana Kraenzl.
- Orchis incarnata var. koschyi Rchb. f.
- Orchis incarnata var. kotschyi Rchb.f.
- Orchis incarnata f. ochroleuca Bornm.
- Orchis knorringiana (Kraenzl.) Czerniak.
- Orchis kotschyi (Rchb.f.) Schltr.
- Orchis merovensis Grossh.
- Orchis olocheilos var. sanasunitensis (H.Fleischm.) Soó
- Orchis orientalis subsp. turcestanica Klinge
- Orchis persica Schltr.
- Orchis sanasunitensis H.Fleischm.
- Orchis turkestanica (Klinge) Klinge ex B.Fedtsch.
- Orchis umbrosa Kar. & Kir.basionym